# مورسنگ‌چشم حناگون
مورسنگ‌چشم حناگون (نام علمی: Thamnistes rufescens) یک پرنده گنجشک‌سان در زیرتیرهٔ Myrmornithinae از تیرهٔ مورچه‌مرغان (Thamnophilidae) «نمادین» است. در بولیوی و پرو یافت می‌شود.

## آرایه‌شناسی و رده‌بندی
آرایه‌شناسی مورسنگ‌چشم حناگون نابسامان است. در سال ۲۰۱۸ کمیته بین‌المللی پرنده‌شناسی (IOC) و طبقه‌بندی کلمنتز، آن را با جدا کردن آن از مورسنگ‌چشم زنگارگون (T. anabatinus) به عنوان گونه‌ای جداگانه به رسمیت شناخت. با این حال، دستنامهٔ پرندگان جهان (HBW) انجمن جهانی پرندگان آن را به عنوان زیرگونه‌ای از «مورسنگ‌چشم زنگارگون شرقی» (T. aequatorialis) در نظر می‌گیرد.
مورسنگ‌چشم حناگون تک‌نماد است.